# Катадау
Катадау (валенс. Catadau, ісп. Catadau) — муніципалітет в Іспанії, у складі автономної спільноти Валенсія, у провінції Валенсія. Населення — 2712 осіб (2010).

## Географія
Муніципалітет розташований на відстані близько 300 км на південний схід від Мадрида, 27 км на південний захід від Валенсії.

## Демографія
Динаміка населення (INE ):

## Галерея зображень

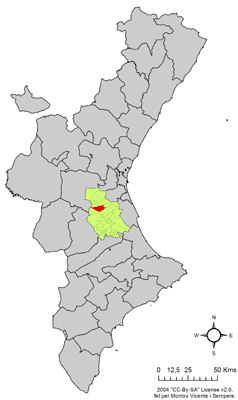
Розташування муніципалітету у автономній спільноті Валенсія
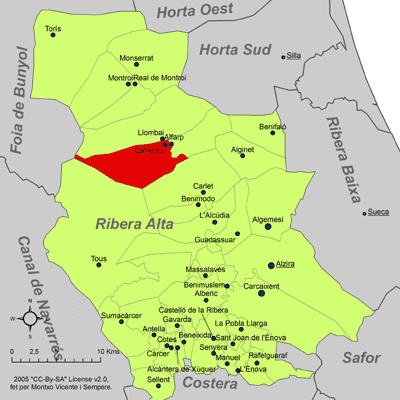
Розташування муніципалітету Катадау у комарці Рібера-Альта
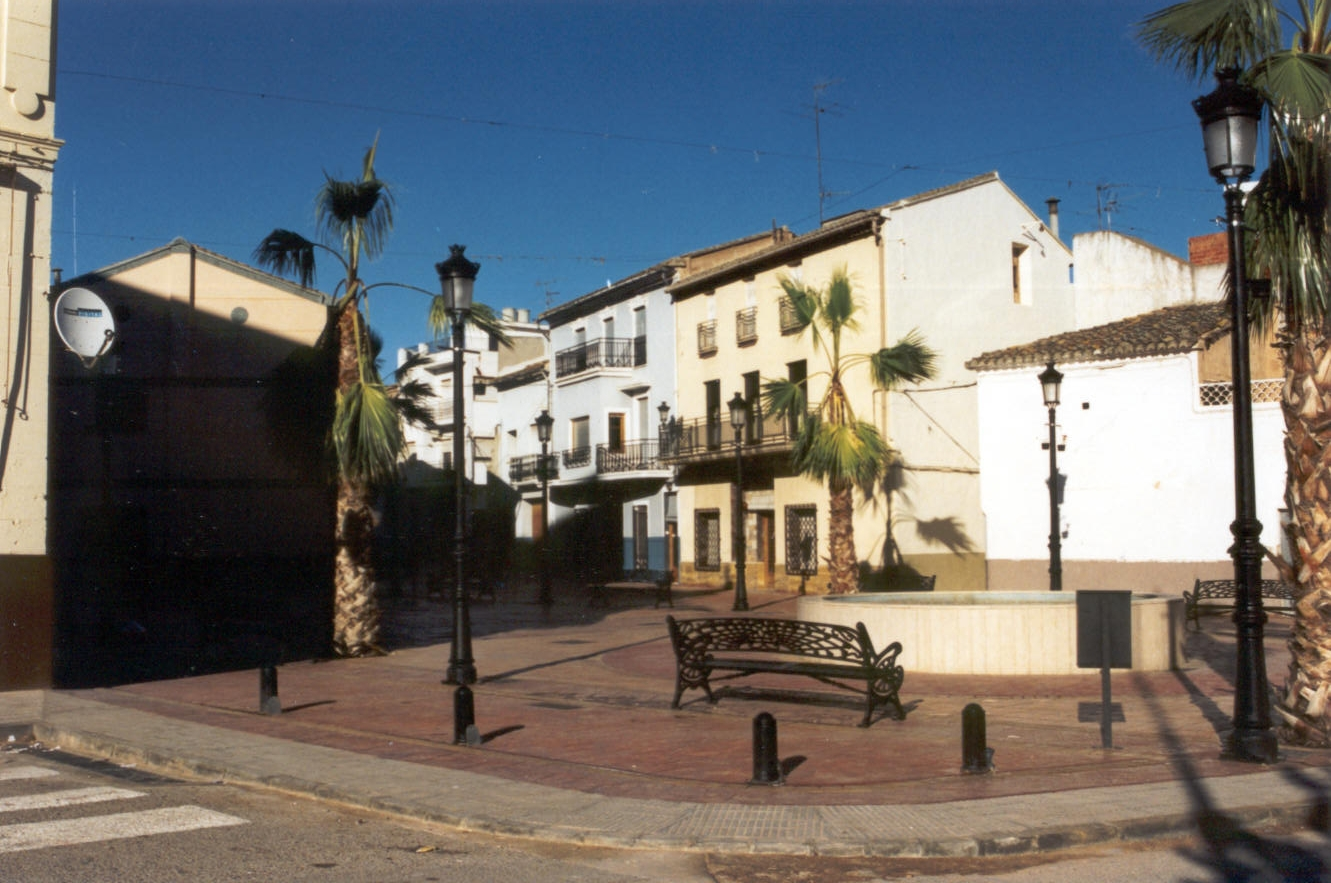
Пласа-де-ла-Фуенте